# De Plate
De Plate is een natuurgebied en natuurontwikkelingsgebied aan de Passageule in Zeeuws-Vlaanderen, ten zuiden van Oostburg. Het strekt zich uit vanaf Bakkersdam naar het zuiden. Het natuurontwikkelingsplan, opgesteld in 2005, voorziet in een oppervlakte van 160 ha en deze sluit aan bij zowel het natuurontwikkelingsgebied Sint Kruis, dat zich langs de Sint Kruiskreek bevindt, als bij het natuurontwikkelingsgebied Sophiapolder ten westen van Bakkersdam.
Kerngebied is de 39 ha die eigendom is van de Belgische adellijke familie De Hemptinne.
Het gebied is getekend door de inundaties van 1583 en daarna, waarbij de Staatsen de dijken doorstaken en grote delen van Zeeuws-Vlaanderen overstroomden. Nieuwe zeegaten ontstonden, waaronder het Coxysche Gat dat naar het zuidoosten diep in het binnenland stroomde. De Passageule stond hiermee in verbinding. In 1650 werd veel van het omringende land ingepolderd, maar de zeegaten bleven bestaan en de Passageule had een militaire functie. In 1788 had de Passageule, ten gevolge van verzanding, geen militaire betekenis meer en werd ze, op een smalle watergeul na, ingepolderd, samen met het naar het binnenland gerichte deel van het Coxysche Gat.
Het naar zee gerichte deel van het Coxysche Gat werd in 1807 ingepolderd, waarbij de Sophiapolder ontstond.
Dit alles betekent dat de voormalige geulen zich in de bodem van het gebied nog aftekenen. Dit uit zich niet alleen in reliëf, maar ook in verschillende afzettingen zoals zand en klei. Het gebied omvat ook een diepe plas die de Linieput wordt genoemd. Vroeger was de omgeving daarvan geheel beplant met populieren, maar deze zijn deels gerooid. Op de vochtige graslanden komen een aantal bijzondere plantensoorten voor waarvan Kruipend moerasscherm wel de meest bijzondere is.
Ook dieren komen er veel voor, zoals diverse soorten Vleermuizen, Rosse woelmuis, Boomkikker en Kamsalamander. Daarnaast zijn er diverse soorten weidevogels en ook de Bruine kiekendief heeft er gebroed. De Steenuil huist aan de rand van het gebied.
Doordat het gebied een grote oppervlakte zal krijgen, waartoe ook weilanden worden aangekocht, zal een grote variatie ontstaan waardoor de soortenrijkdom van plant en dier zal worden bevorderd. Ook wordt het gebied toegankelijk gemaakt door middel van enkele wandelroutes.
Men wil onder andere een kleibos tot ontwikkeling brengen. Het duurt echter lang voordat een dergelijk bos een volledig uitgeblanceerd ecosysteem zal zijn.

## Fabriek
Op topografische kaarten tot 1958 treft men nog een fabriek aan. Het betreft een stoommeelfabriek die de opvolger was van de staokmeul'n  (standerdmolen), welke er tot 1908 heeft gestaan.